# Eriksfälts församling
Eriksfälts församling var en församling i Malmö Norra kontrakt i Lunds stift. Församlingen låg i Malmö kommun i Skåne län och utgjorde ett eget pastorat. Församlingen uppgick 2014 i Fosie församling med en mindre del till Hyllie församling.

## Administrativ historik
Församlingen bildades 1969 genom en utbrytning ur Fosie församling och Malmö Sankt Johannes församling och utgjorde därefter till 2014 ett eget pastorat. Församlingen uppgick 2014 i Fosie församling med en mindre del till Hyllie församling.

## Series pastorum
| Ämbetstid | Namn                  | Levnadstid | Övrigt |
| --------- | --------------------- | ---------- | ------ |
| 1969–1982 | Gunnar Lignell        |            |        |
| 1982–1997 | Barbro Nordholm-Ståhl | 1932–      |        |
| 1997–2014 | Håkan Jälmby          | 1949–2019  |        |

## Kyrkor
- Heliga Trefaldighetskyrkan